# 1520 en santé et médecine
| Années de la santé et de la médecine : 1517 - 1518 - 1519 - 1520 - 1521 - 1522 - 1523    |
| Décennies de la santé et de la médecine : 1490 - 1500 - 1510 - 1520 - 1530 - 1540 - 1550 |

## Événements
- Depuis sa fondation en 1392, l'université d'Erfurt, en Thuringe, n'a encore formé que « cinq docteurs en médecine, contre cent vingt en théologie et vingt en droit[1] ».
- À la demande des docteurs parisiens, Charles III, duc d'Auvergne, fait fermer l'université de Billom, et il faudra attendre le XIXe siècle pour que la médecine soit de nouveau enseignée à Clermont[2].
- La léproserie St. Mary Magdalene de  Ripon en Angleterre, fondée en 1139 par Thurstan, archevêque d'York, pour recevoir tous les lépreux du district, n'accueille plus que cinq indigents et deux pauvres prêtres[3].
- Le peintre Raphaël meurt, à trente-sept ans, non pas de la syphilis  mais, contre l'opinion reçue, « d'une maladie pulmonaire très similaire au coronavirus que nous connaissons aujourd'hui [4] ».

## Publications
- Édition posthume des Anatomicae annotationes[5] de l'anatomiste italien Alessandro Achillini (1463-1512) par son frère Giovanni Filoteo (1466-1538).
- Johann Stockar, médecin officiel de la ville d'Ulm, publie son  traité de peste (Ein Regiment für die Pestilentz[6]).
- Gabriel de Tarrega (1468-1536), professeur de médecine à Bordeaux[7], fait paraître sa « Somme de questions médicales » (Summa diversarum questionum medicinalium[8]).
- Parution sans signature à Nuremberg d'une brève compilation d'extraits de traités de peste (Ein kurtz Regiment wie sich zu Zeiten der Pestilentz[9]).

## Personnalités
- 1509-1520 : fl. Richard Babham, apothicaire, au service des rois d'Angleterre Henri VII et Henri VIII, et qui accompagne ce dernier au camp du Drap d'or[10].
- 1520-milieu du XVIe s. : fl. Guillaume Budé, reçu docteur en médecine en 1520, praticien à Orléans, auteur en 1539 d'un ouvrage sur le traitement des maladies articulaires[11].

## Naissances
- Julien Le Paulmier (mort en 1588), médecin français, bachelier de la faculté de médecine de Paris[12].
- Giovanni Francesco Rota (it) (mort en 1558), professeur d'anatomie et de chirurgie à Bologne, chirurgien dans l'armée de Jules III pendant la guerre de Parme, auteur d'un traité sur les blessures de guerre en général (De bellicorum tormentorum vulnerum natura et curatione, 1555), et d'un autre sur celles causées par les mousquets (De Vulineribus sclopetorum, 1556[13]).
- Vers 1520 : Johannes Acronius Frisius (mort en 1564), médecin, astronome et mathématicien néerlandais[14].
- Entre 1510 et 1520[15] (vers 1516[16]) : Realdo Colombo (mort en 1559), anatomiste lombard.

## Décès
- Jehan de Louvegny (fl. apr. 1487), apothicaire à Amiens[17].